# جون ليزلي (سياسي)
جون ليزلي (بالإنجليزية: John Leslie)‏ هو سياسي بريطاني (وحمل سابقاً جنسية المملكة المتحدة لبريطانيا العظمى وأيرلندا)، ولد في 3 نوفمبر 1873، وتوفي في 12 يناير 1955. حزبياً، نشط في حزب العمال. في الانتخابات العامة في المملكة المتحدة 1935 ‏، انتخب عضو برلمان المملكة المتحدة الـ37 عن دائرة Sedgefield ‏ (14 نوفمبر 1935 – 15 يونيو 1945) وفي الانتخابات العامة في المملكة المتحدة 1945 ‏، انتخب عضو برلمان المملكة المتحدة الـ38 عن دائرة Sedgefield ‏ (5 يوليو 1945 – 3 فبراير 1950).